# Kai Brunila
Kai Daniel Brunila, född 3 april 1919 i Helsingfors, död 26 oktober 2001 i Esbo, var en finländsk journalist och författare. Han var son till Birger Brunila. 
Brunila arbetade 1945–1957 vid Hufvudstadsbladet och Nya Pressen samt var 1957–1976 verkställande direktör för tidskriftsförlaget Williams. Han var även verksam som revyförfattare (signaturen Cab) och entertainer i radio och television. Han skrev flera böcker, bland annat om Porkala, och utgav sina minnen under titeln Mina Maximemoarer (1986).